# Hipercàrrega
En física de partícules, la hipercàrrega Y (terme provinent de 'càrrega' + 'hiperons') d'una partícula és un nombre quàntic que combina els nombres quàntics d'isoespín i de sabor en un sol operador de càrrega. La hipercàrrega està relacionada amb la interacció forta, i no s'ha de confondre amb la hipercàrrega feble, la qual té una funció anàloga per al cas de la interacció electrofeble.

## Definició
La hipercàrrega Y es defineix com la suma dels nombres d'estranyesa S, encant C, bellesa B′, veritat T, i bariònic B, d'una partícula donadaː
{\displaystyle Y=S+C+B^{\prime }+T+B}
La hipercàrrega és un nombre quàntic relacionat amb la interacció forta a través del grup de simetria SU(3) de classificació dels hadrons (cal no confondre'l amb el grup de simetria SU(3) modern de la interacció forta, basat en la càrrega de color), de la mateixa manera com l'isoespín és definit per al grup SU(2). Les representacions diagramàtiques de SU(3) són bidimensional en les coordenades dels nombres quàntics I₃ (component z de l'isoespín) i hipercàrrega Y (vegeu a sota).
La conservació de la hipercàrrega implica la conservació de sabor. Les interaccions fortes conserven la hipercàrrega, però no així les interaccions febles.

## Relació amb la càrrega elèctrica i l'isoespín
La fórmula de Gell-Mann-Nishijima relaciona (la tercera component de) l'isoespín (I₃) i la càrrega elèctrica (Q) de la partículaː
{\displaystyle Q=I_{3}+{\frac {1}{2}}Y.}
L'isoespín crea multiplets de partícules amb càrrega mitjana {\displaystyle {\bar {Q}}} relacionada amb la hipercàrrega via:
{\displaystyle Y=2{\bar {Q}},}
donat que la hipercàrrega és la mateixa per a tots els membres d'un multiplet donat, i la mitjana dels valors d'I₃ és 0.

## Relació de la hipercàrrega amb el grup SU(3)
El model SU(2) d'organitzacio dels hadrons té multiplets caracteritzats pel nombre quàntic J de moment angular total. Cada multiplet consisteix en 2J + 1 sub-estats quàntics de valors Jz igualment espaiats, formant un arranjament simètric tal com és observat en els espectres atòmics i en l'isoespín. Això formalitza l'observació que certs decaïments forts dels barions no eren observats, portant a la predicció de la massa, estranyesa i càrrega del barió Omega (Ω−).
SU(3) té supermultiplets formats de multiplets de SU(2). SU(3) necessita 2 nombres, denotats per λ1 i λ2, per a especificar tot els seus sub-estats. (λ1 + 1) especifica el nombre de punts al costat superior de l'hexàgon mentre que (λ2 + 1) especifica el nombre de punts en el costat inferior.
|  |

## Exemples
- El grup de nucleons (protons amb Q = +1 i neutrons amb Q = 0) tenen una càrrega mitjana d'+1/2 i, per tant, tots dos tenen hipercàrrega Y = 1 (nombre bariònic B = +1, S = C = B′ = T = 0). A partir de la fórmula de Gell-Mann–Nishijima deduïm doncs que el protó té isoespín I₃ = +1/2 i el neutró I₃ = −1/2.
- Per als quarks el raonament és el mateix que per als nucleons: Per al quark amunt, amb càrrega +2/₃ i I₃=+1/2, en deduïm una hipercàrrega d'1/3, a causa del seu número de barió (com calen 3 quarks per a fer un barió, un quark té nombre bariònic 1/3).
- Per al quark estrany (càrregɑ−1/3, nombre bariòniç1/3 i estranyesa=−1) obtenim una hipercàrrega Y = −2/3, tot deduïm el seu isospin I₃ = 0. Això vol dir que un quark estrany és un estat singlet d'isoespín (com els quarks c,b, t), mentre que els quarks u i d constitueixen un doblet d'isospin.

## Obsolescència pràctica
La hipercàrrega fou un concepte desenvolupat els anys 1960 per tal d'organitzar en grups els hadrons del "zoològic de partícules" de l'època i per a desenvolupar lleis de conservació ad hoc basades en les seves propietats de transformació observades. Amb l'arribada del model de quarks és obvi que (considerant només els 3 quarks més lleugers del Model Estàndard) la hipercàrrega Y és simplement la combinació següent dels números de quarks amunt (nu), avall (nd) i estrany (ns):
{\displaystyle Y={1 \over 3}(n_{u}+n_{d}-2n_{s}).}
En les descripcions actuals de les interaccions hadròniques és més útil emprar diagrames de Feynman, que sumen els quarks individuals constituents dels mesons i barions interactuants, més que no pas comptar els nombres quàntics d'hipercàrrega. En efecte, el grup SU(3)Y d'hipercàrrega ha perdut interès davant el grup més fonamental de SU(3)c basat en el nombre quàntic del color. Tanmateix, la hipercàrrega feble YW roman un element clau per a la descripció teòrica de la interacció electrofeble basada en el grup SU(2)YW.